# Primer ministre de Bangladesh

Blasó de Bangladesh

El Primer ministre és, en la pràctica, el càrrec polític més poderós de Bangladesh. El President de Bangladesh és considerat més important que el Primer ministre, encara que té un paper majorment cerimonial. El Primer ministre té control efectiu sobre el poder executiu del Govern i presideix el gabinet del país.

## Nomenament
El Primer ministre és nomenat pel President basat en la posició en el Jatiyo Sangshad (Assemblea Nacional de Bangladesh) i ha de tenir la confiança del Parlament per poder governar.
Aquesta és la llista dels primers ministres de Bangladesh fins al present.
| #    | Inici - Fi del mandat                        | Nom                                                               | Partit                        |
| ---- | -------------------------------------------- | ----------------------------------------------------------------- | ----------------------------- |
| 1    | 16 de desembre de 1971 - 12 de gener de 1972 | Tajuddin Ahmad, primer ministre de Bangladesh                     | Lliga Awami Bangladesh        |
| 2    | 12 de gener de 1972 - 26 de gener de 1975    | Mujibur Rahman, primer ministre de Bangladesh                     | Lliga Awami Bangladesh        |
| 3    | 26 de gener de 1975 - 15 d'agost de 1975     | Muhammad Mansur Ali, primer ministre de Bangladesh                | Lliga Awami Bangladesh        |
|      | 15 d'agost de 1975 - 6 de novembre de 1975   | Khondaker Mostaq Ahmad, president de Bangladesh                   | Lliga Awami Bangladesh        |
|      | 6 de novembre de 1975 - 21 d'abril de 1977   | Abu Sadat Mohammad Sayem, president de Bangladesh                 | Partit nacional de Bangladesh |
|      | 21 d'abril de 1977 - 29 de juny de 1978      | Ziaur Rahman, president de Bangladesh                             | Partit nacional de Bangladesh |
| A    | 29 de juny de 1978 - 12 de març de 1979      | Mashiur Rahman, primer ministre de Bangladesh                     | Partit nacional de Bangladesh |
|      | 12 de març de 1979 - 15 d'abril de 1979      | Ziaur Rahman, president de Bangladesh                             | Partit nacional de Bangladesh |
| 4    | 15 d'abril de 1979 - 24 de març de 1982      | Azizur Rahman, primer ministre de Bangladesh                      | Partit nacional de Bangladesh |
|      | 24 de març de 1982 - 27 de març de 1982      | Hossain Mohammad Ershad, prezisto di Bangladesh                   | partit Jatiya                 |
|      | 27 de març de 1982 - 11 de desembre de 1983  | Abul Fazal Mohammad Ahsanuddin Choudhury, president de Bangladesh | partit Jatiya                 |
|      | 11 de desembre de 1983 - 30 de març de 1984  | Hossain Mohammad Ershad, president de Bangladesh                  | partit Jatiya                 |
| 5    | 30 de març de 1984 - 9 de juliol de 1986     | Ataur Rahman Khan, primer ministre de Bangladesh                  | partit Jatiya                 |
| 6    | 9 de juliol de 1986 - 27 de març de 1988     | Mizanur Rahman Chowdhury, primer ministre de Bangladesh           | partit Jatiya                 |
| 7    | 27 de març de 1988 - 12 d'agost de 1989      | Moudud Ahmed, primer ministre de Bangladesh                       | partit Jatiya                 |
| 8    | 12 d'agost de 1989 - 6 de desembre de 1990   | Kazi Zafar Ahmed, primer ministre de Bangladesh                   | partit Jatiya                 |
|      | 6 de desembre de 1990 - 20 de març de 1991   | Shahabuddin Ahmed, president de Bangladesh                        | sense partit                  |
| 9    | 20 de març de 1991 - 30 de març de 1996      | Khaleda Zia, primer ministre de Bangladesh                        | Partit nacional de Bangladesh |
|      | 30 de març de 1996 - 23 de juny de 1996      | Habibur Rahman                                                    | sense partit                  |
| 10   | 23 de juny de 1996 - 15 de juliol de 2001    | Sheikh Hasina Wazed, primer ministre de Bangladesh                | Lliga Awami Bangladesh        |
|      | 15 de juliol de 2001 - 10 d'octubre de 2001  | Latifur Rahman                                                    | sense partit                  |
| (9)  | 10 d'octubre de 2001 - 29 d'octubre de 2006  | Khaleda Zia, primer ministre de Bangladesh                        | Partit nacional de Bangladesh |
|      | 29 d'octubre de 2006 - 11 de gener de 2007   | Iajuddin Ahmed, president de Bangladesh                           | sense partit                  |
|      | 11 de gener de 2007 - 12 de gener de 2007    | Fazlul Haque                                                      | sense partit                  |
|      | 12 de gener de 2007 - 6 de gener de 2009     | Fakhruddin Ahmed                                                  | sense partit                  |
| (10) | 6 de gener de 2009 fins al present           | Sheikh Hasina Wazed, primer ministre de Bangladesh                | Lliga Awami Bangladesh        |

A = primer ministre interí
Partits polítics